# Donald Osterbrock
Donald Edward Osterbrock (ur. 13 lipca 1924 w Cincinnati, zm. 11 stycznia 2007 w Santa Cruz) – astronom amerykański.

## Życiorys
Studiował na University of Chicago, tam uzyskał stopień B.A. w dziedzinie fizyki (1947), MS (1949) oraz doktorat z astronomii (1952). Promotorem jego pracy doktorskiej był Subramanyan Chandrasekhar. Pracował w Princeton University, University of Wisconsin, California Institute of Technology oraz University of California, Santa Cruz, gdzie w latach 1973-1982 kierował Obserwatorium Licka. 
Początkowo zajmował się spektroskopowymi obserwacjami galaktyk aktywnych. W czasie pracy w Obserwatorium Yerkes, wspólnie z Williamem W. Morganem oraz Stewartem Sharplessem zaproponowali istnienie spiralnych  
ramion Drogi Mlecznej. W późniejszym czasie zajmował się fizyką zjonizowanych gazów, jego badania pozwoliły na zrozumienie funkcjonowania mgławic planetarnych i mgławic emisyjnych. 
Publikował też prace dotyczące historii astronomii, m.in. biografie astronomów, m.in. Waltera Baade (Walter Baade: A life in astrophysics).

## Wyróżnienia i nagrody
- Henry Norris Russell Lectureship (1991)
- Bruce Medal (1991)
- Złoty Medal Królewskiego Towarzystwa Astronomicznego (1997)
- Planetoida (6107) Osterbrock została nazwana jego imieniem